# Corona (automóveis)
 Corona S/A Viaturas e Equipamentos foi uma fabricante de automóveis esportivos brasileira.
Sediada em Diadema (SP), a Corona era propriedade do Grupo Caloi. Entre os anos de 1979 e 1983, produziu o pequeno Dardo, projetado por Toni Bianco, que inspirou-se no Fiat X1/9 italiano.. A Corona também fabricava carrocerias para caminhão.
O Dardo foi o primeiro fora-de-série nacional a usar mecânica Fiat (utilizava motor e câmbio do 147 Rallye). Além do Dardo F 1.3, a Corona fabricou o Dardo F 1.5.
Em 1983, a Corona encerrou a fabricação do Dardo. Um empresário de Cotia (SP), comprou o projeto, e fabricou o veículo sob a marca Grifo. Este, por sua vez, foi fabricado até 2004.